# Tatjana (voornaam)
Tatjana of Tatiana is een van oorsprong Romeinse meisjesnaam.
Tatjana is mogelijk afgeleid van de Sabijnenkoning Titus Tatius (kortweg Tatianus).
Varianten van de naam zijn onder andere Jana, Taddl, Tadi, Tadjana, Tanja, Tatja en Tatyana.

## Bekende naamdraagsters
Tatiana van Rome is een heilige uit het begin van de 3e eeuw, die volgens de legende om het leven kwam in de arena. Zij werd een populaire heilige in de 7e en 8e eeuw, vooral in de orthodoxe kerken.
Tatiana van Rome wordt afgebeeld in een lang gewaad met een leeuw of ook met kaalgeschoren hoofd.

### Naamdag
De orthodoxe naamdag is 25 januari, de katholieke naamdag is 12 januari.